# Seftigen
Seftigen es una comuna suiza del cantón de Berna, situada en el distrito administrativo de Thun. Limita al norte con la comuna de Noflen, al este con Forst-Längenbühl, al sur con Gurzelen, y al oeste con Burgistein.
Hasta el 31 de diciembre de 2009 situada en el distrito de Seftigen, al cual daba su nombre.